# В тылу врага 3: Колумбия
«В тылу врага 3: Колумбия» (англ. Behind Enemy Lines: Colombia) — американский военный боевик, снятый режиссёром Тимом Мэтисоном, сиквел фильма «В тылу врага 2: Ось зла» (2006).
Фильм был создан компанией 20th Century Fox Home Entertainment в сотрудничестве с WWE Studios и был выпущен сразу на DVD 6 января 2009 года, собрав $6.2 миллиона с продаж.
В 2014 году был выпущен сиквел — «Команда восемь: В тылу врага».

## Сюжет
В Колумбии происходит хаос после того, как отряд морских котиков США высадился на территорию страны для того, чтобы гарантировать, что мирные переговоры между правительством Республики и революционными вооружёнными силами пройдут спокойно и без насилия. Однако, из-за непредвиденных обстоятельств, шансы на начало крупномасштабной гражданской войны только увеличиваются. В ходе переговоров происходит нападение, из-за которого погибают лидеры обоих сторон конфликта.
В убийстве политиков обвиняют морских котиков, которые вынуждены бороться за выживание на территории чужой страны без внешней поддержки, так как правительство США уверено в том, что они погибли. Военные спешат найти доказательства своей невиновности и остановить конфликт, ведь в противном случае он может перейти за границы Колумбии и втянуть в войну США. 

## В ролях
| Актёр                  | Роль                  |
| ---------------------- | --------------------- |
| Джо Манганьелло        | лейтенант Шон Маклин  |
| Кен Андерсон           | Картер Холтер         |
| Чэннон Роу             | Кевин Деррикс         |
| Янси Ариас             | Альваро Кардона       |
| Крис Дж. Джонсон       | Стив Гейнс            |
| Кит Дэвид              | Скотт Бойтано         |
| Энтони Матос           | Грег Армстронг        |
| Дженнис Фуэнтес        | Николь Дженнингс      |
| Стивен Бауэр           | генерал Мануэль Валес |
| Тим Мэтисон            | Карл Добб             |
| Лузанджели Джастиниано | Мария Кардона         |
| Анибаль О. Льерас      | Карлос Ривера         |
| Рей Эрнандес           | Рамирес               |

## Релиз
Фильм был выпущен сразу на DVD и на видео 6 января 2009 года компанией 20th Century Fox Home Entertainment.

## Сиквел
В апреле 2014 года сразу на DVD был выпущен четвёртый и последний фильм франшизы под названием «Команда восемь: В тылу врага», который не имеет сюжетной связи с первыми тремя фильмами.